# Delray Beach International Tennis Championships 2015
Delray Beach International Tennis Championships 2015 — тенісний турнір, що проходив на кортах з твердим покриттям у місті Делрей-Біч, США з 16 лютого. Належав до категорії ATP World Tour 250, був турніром серії Delray Beach Open 2015 року.

## Фінальна частина

### Одиночний розряд
Іво Карлович —  Доналд Янг 6–3, 6–3

### Парний розряд
Боб Браян /  Майк Браян —  Равен Класен /  Леандер Паес 6–3, 3–6, [10–6]